# 見えてますか、夢
「見えてますか、夢」（みえてますか、ゆめ）は、西村知美の2枚目のシングル。1986年6月23日発売（規格品番EP：WTP-17870）。

## 解説
前作「夢色のメッセージ」に続き、オリコンチャート初登場2位を記録。日産自動車のキャンペーンCFソングに使用された。

## 収録曲
全曲　作詞：来生えつこ　作曲：来生たかお　編曲：武部聡志
1. 見えてますか、夢
2. ドラマ